# بنی هیل
آلفرد هاوثورن هیل معروف به بنی هیل (به انگلیسی: Benny Hill) (زاده ۲۱ ژانویه ۱۹۲۴ - درگذشته ۲۰ آوریل ۱۹۹۲) بازیگر و کمدین انگلیسی بود. وی بیشتر به خاطر شو بنی هیل شهرت دارد.
وی از شاخص‌ترین چهره‌ها و ستاره‌های شوهای تلویزیونی در بریتانیاست. سری برنامه‌های او از سال ۱۹۶۹ تا ۱۹۸۹ ابتدا در بریتانیا و سراسر اروپا و جهان در کانالهای تلویزیونی و برنامه‌های ویدئویی پیشتاز طنز تلویزیونی و شوهای کمدی بود.
چارلی چاپلین که محبوب‌ترین شخصیت هنری دوران کودکی وی بود. بعدها تبدیل به یکی از مهم‌ترین علاقه‌مندان و تحسین کنندگان آثار کمدی خود او شد.
وی در تاریخ ۲۰ آوریل ۱۹۹۲ و در سن ۶۸ سالگی بر اثر حمله قلبی از دنیا رفت و در گورستانی در نزدیکی محل تولدش به خاک سپرده شد.